# Gongora vitorinoana
Gongora vitorinoana là một loài thực vật có hoa trong họ Lan. Loài này được Chiron & L.C.Menezes mô tả khoa học đầu tiên năm 2008.